# Marco Antonio de' Mozzi
Pour les articles homonymes, voir Mozzi.
Marco Antonio de' Mozzi en latin Mutius est un chanoine, poète et historien italien, né le 17 janvier 1678 à Florence, mort le 4 avril 1736 à Arcetri.

## Biographie
Issu d’une noble famille de Florence, y prit naissance le 17 janvier 1678. Son père se chargea de sa première instruction, et lui fit faire un cours de belles-lettres et de philosophie chez les jésuites. Mozzi étudia ensuite la théologie et les lois dans l’université de sa ville natale, et fit des progrès remarquables dans les différentes branches des sciences divines et humaines. À ces connaissances il joignait le goût et la culture des beaux-arts. La poésie, l’éloquence, la musique l’occupaient alternativement. Il jouait du théorbe et de la mandoline avec tant de perfection que peu de maîtres l’égalaient. Le jeune prince Jean-Gaston de Médicis, amateur de musique, l’appelait souvent dans son palais pour s’en faire accompagner. Il chantait avec goût et improvisait en vers. Cosme III lui fit donner, en 1700, un canonicat de la métropole. Il fallut alors se partager entre la cour et l’église : il n’abandonna pas la première, et sut remplir les devoirs du bénéfice qui l’attachait à la seconde. En 1701, il prononça, par ordre de la cour, l’Oraison funèbre de Charles II, roi d’Espagne ; et en 1703, sur l’invitation du chapitre métropolitain, celle de Léon Strozzi, archevêque de Florence. L’Accademia della Crusca se l’associa, et celle de Florence, en 1702, le nomma professeur de littérature italienne. L’université de la même ville le promut au grade de docteur en théologie; et la princesse Violante-Béatrice de Bavière le fit son théologien : distinctions qui supposent le mérite, et qui dans Mozzi ne faisaient que le récompenser. Mozzi mourut subitement le 4 avril 1736, âgé de 58 ans. On trouve son Éloge parmi ceux Degli Uomini illustri Toscani, vol. 4, p. 701.

## Œuvres
- Discorsi sacri, Florence, 1717. Parmi ces discours se trouvent les deux Oraisons funèbres citées ci-dessus.
- Sonetti sopra i nomi dati ad alcune dame Fiorentine dalla serenissima principessa Violante, etc., Florence, 1705. Cette princesse s’était amusée à donner différents noms singuliers à quarante-cinq dames de la cour. L’abbé Mozzi fit un sonnet sur chacun de ces noms.
- Istoria di S. Cresci e de’ santi martiri suoi compagni , come pure della chiesa del medesimo santo, posta in Valcava di Mugello, etc., Florence, 1710, in-fol., fig. Il s’était élevé des différends sur l’authenticité des actes du martyre de ces saints. Cosme III chargea l’abbé Mozzi d’écrire leur histoire ; on y trouve une critique judicieuse et beaucoup d’érudition.
- Vita di Lorenzo Bellini Fiorentino ; elle a été insérée dans le recueil des Vies des illustres Arcadiens, part. 1re, p. 108, Rome, 1713 ;
- Traduzione in versi sciolti degl’inni di Prudenzio, intitolati Corone, Milan, 1740, etc.